# 뿔잔

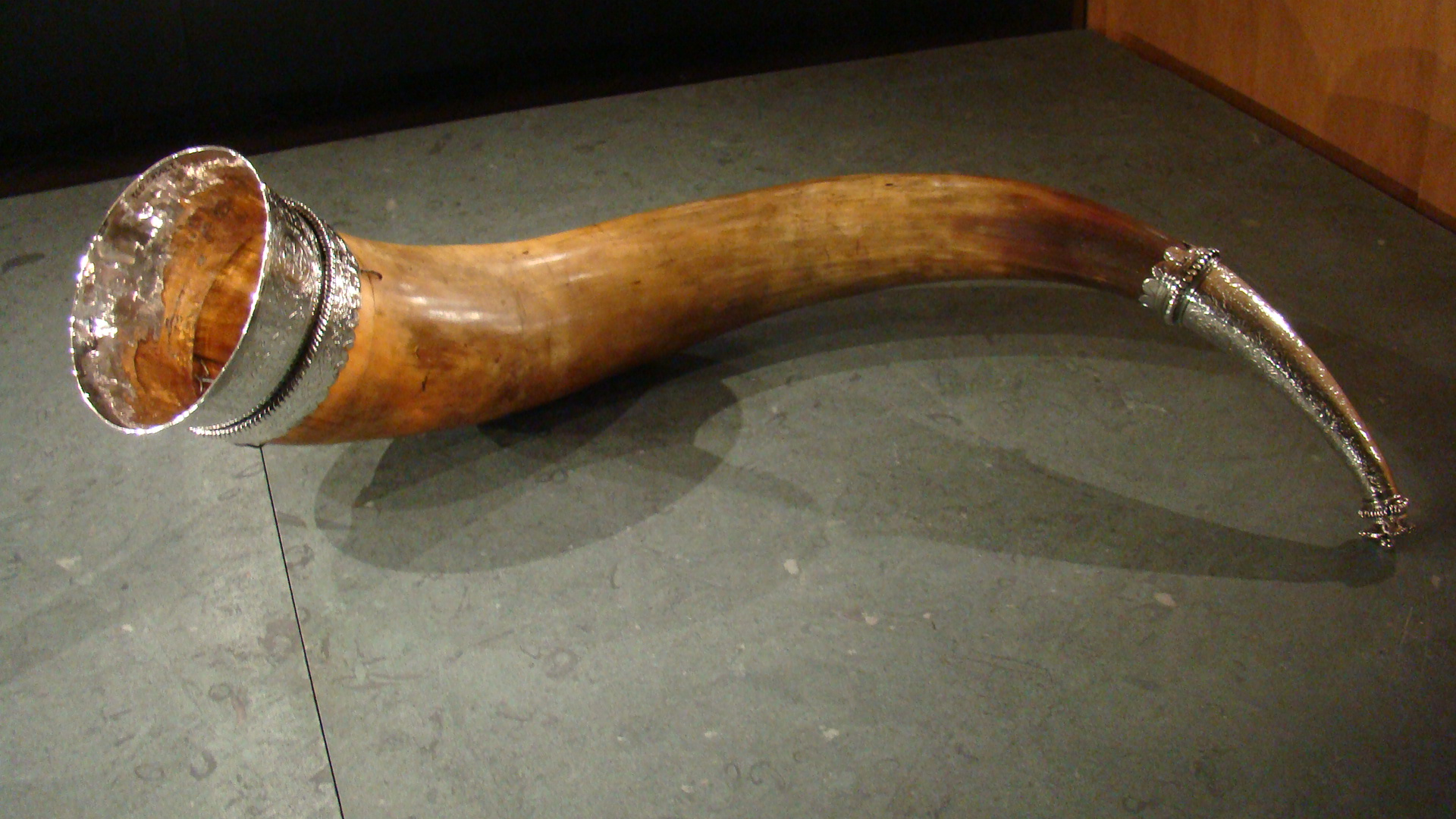
16세기에 만들어진 네덜란드의 뿔잔. 현재 레이우아르던의 프리지아 박물관에서 소장중이다.

뿔잔(drinking horn)은 소과 동물의 뿔로 만든 잔이다. 뿔잔은 고대 시대에, 특히 트라키아와 발칸 지방에서 사용되었으며, 중세에는 의식적 목적으로 그 명맥이 이어져 근세까지 독일어권과 코카서스를 비롯한 유럽 일부 지역에서 사용되었다. 뿔잔은 조지아와 같은 나라에서는 여전히 의식적인 건배 때 중요하게 쓰이고 있으며, 이 뿔잔을 특별히 콴시(khantsi)라고 부른다.
뿔잔 모양으로 만든 유리, 도기 또는 금속제의 고대의 잔을 그리스어로 뤼톤(rhyton)이라고 부른다.

## 같이 보기
- 코르누코피아